# Déchéance (film)
Pour les articles homonymes, voir Déchéance.
Pour plus de détails, voir Fiche technique et Distribution.
Déchéance est un film muet français réalisé par Michel Zévaco, sorti en 1918. 
Ce sera son unique film, il meurt en août de la même année.

## Synopsis
L’avocat général Jean Roland, homme droit et intègre, adore sa femme Marie qui le lui rend bien. Mais Marie a un secret : elle entretient une correspondance avec un étudiant, Julien. Ce dernier reçoit un jour la visite d’un homme qui, après lui avoir montré des papiers, lui demande 20 000 francs pour quitter la France. Le soir même, Julien va chez les Roland. Il quitte leur demeure vers minuit. Mais entre-temps son voisin a été assassiné et on lui a volé 20 000 francs. Tout accuse Julien qui ne peut rien dire. Marie, elle aussi, tombe gravement malade. C'est lors du procès de Julien que tout se dénoue. L’inconnu est présent et, après s’être empoisonné, il révèle la vérité : Marie, violée par lui, a eu un fils, et ce fils c’est Julien. Marie n'a donc pas failli et Jean Roland, dans un élan de générosité, reconnaît Julien comme son fils.

## Fiche technique
- Titre : 'Déchéance
- Réalisation : Michel Zévaco
- Scénario : Michel Zévaco
- Photographie : Georges Gosselin
- Société de production : Les Films Apollon
- Société de distribution : Pathé Frères
- Pays d'origine :  France
- Langue : film muet avec les intertitres  en français
- Format : Noir et blanc — 35 mm — 1,33:1 — Muet
- Métrage : 1 505 mètres
- Genre : Film dramatique
- Durée : 50 minutes
- Dates de sortie :
  -  France : 18 octobre 1918
  -  Portugal : 1920

## Distribution
- Jacques Grétillat : l'Inconnu
- Jeanne Briey: Marie Roland
- Pierre Magnier : Jean Roland
- Maurice Lagrenée : Julien